# Рябоконево (Харьковская область)
Рябоконево (укр. Рябоконеве) — село в  Краснокутском районе Харьковской области Украины. Является административным центром Рябоконевского сельского совета, в который, кроме того, входят сёла Березовка, Гринев Яр, Зубовка, Ковалевка, Комаровка, Хуторское и Слободка.
Код КОАТУУ — 6323586201. Население по переписи 2001 года составляет 350 (170/180 м/ж) человек.

## Географическое положение
Село Рябоконево находится на расстоянии в 1 км от реки Ковалевка и в 2-х км от реки Мерла, примыкает к селу Ковалевка. К селу примыкает лесной массив.

## История
- 1911 — дата основания.

## Экономика
- Агрофирма «ПРОМИНЬ».
- ООО «Лан».
- Сельскохозяйственный кооператив «Березовский».
- Восточно-Березовская установка комплексной подготовки газа со скважинами и шлейфами.